# Belle (brano musicale)
Belle è un brano musicale composto da Alan Menken e scritto da Howard Ashman per la colonna sonora del trentesimo film classico Disney La bella e la bestia.
Canzone ispirata alla musica classica e al mid-tempo francese, Belle incorpora in sé lo stile Broadway e il musical. Il brano è il primo ad essere presentato nel corso del film ed è interpretato da Paige O'Hara e Richard White. Presente anche nel musical tratto dal film, dove fu interpretato dall'attrice Susan Egan, il brano Belle fu nominato per l'Oscar alla migliore canzone nel 1992.
Durante la cerimonia per l'assegnazione degli Oscar, venne interpretato dal vivo dalla stessa Paige O'Hara, nonostante le fosse stata data la possibilità di esibirsi in playback.
Nel 2014 venne citata dal New York Post fra le "canzoni Disney più sottovalutate".